# SpeedFan
SpeedFan is een programma, waarmee men de temperaturen van verscheidene computeronderdelen kan bekijken, en de snelheden van de ventilatoren veranderen. Het programma heeft ook een functie die de ventilatorsnelheid verandert, op grond van de temperatuur van de onderdelen.
SpeedFan houdt ook de voltages van het systeem bij, en S.M.A.R.T.-gegevens voor EIDE, SATA- en SCSI-harde schijven. Sinds versie 4.35, ondersteunt SpeedFan Areca RAID controllers. 
Het programma heeft een functie, waarmee volledig instelbare processen kunnen worden ingesteld, om bepaalde acties uit te voeren, op basis van de status van het systeem. 
SpeedFan heeft ook "in-depth online analysis", dat de S.M.A.R.T.-data van de harde schijf vergelijkt met de data van verschillende modellen harde schijven uit een grote database, waardoor vroege detectie van gebrekkige harde schijven mogelijk wordt. Tekstberichten informeren de gebruiker over bepaalde situaties, alsof een menselijke expert naar de data heeft gekeken.